# Arul Kumer Selatan
Arul Kumer Selatan is een bestuurslaag in het regentschap Aceh Tengah van de provincie Atjeh, Indonesië. Arul Kumer Selatan telt 763 inwoners (volkstelling 2010).